# Sambo (Kampfsport)

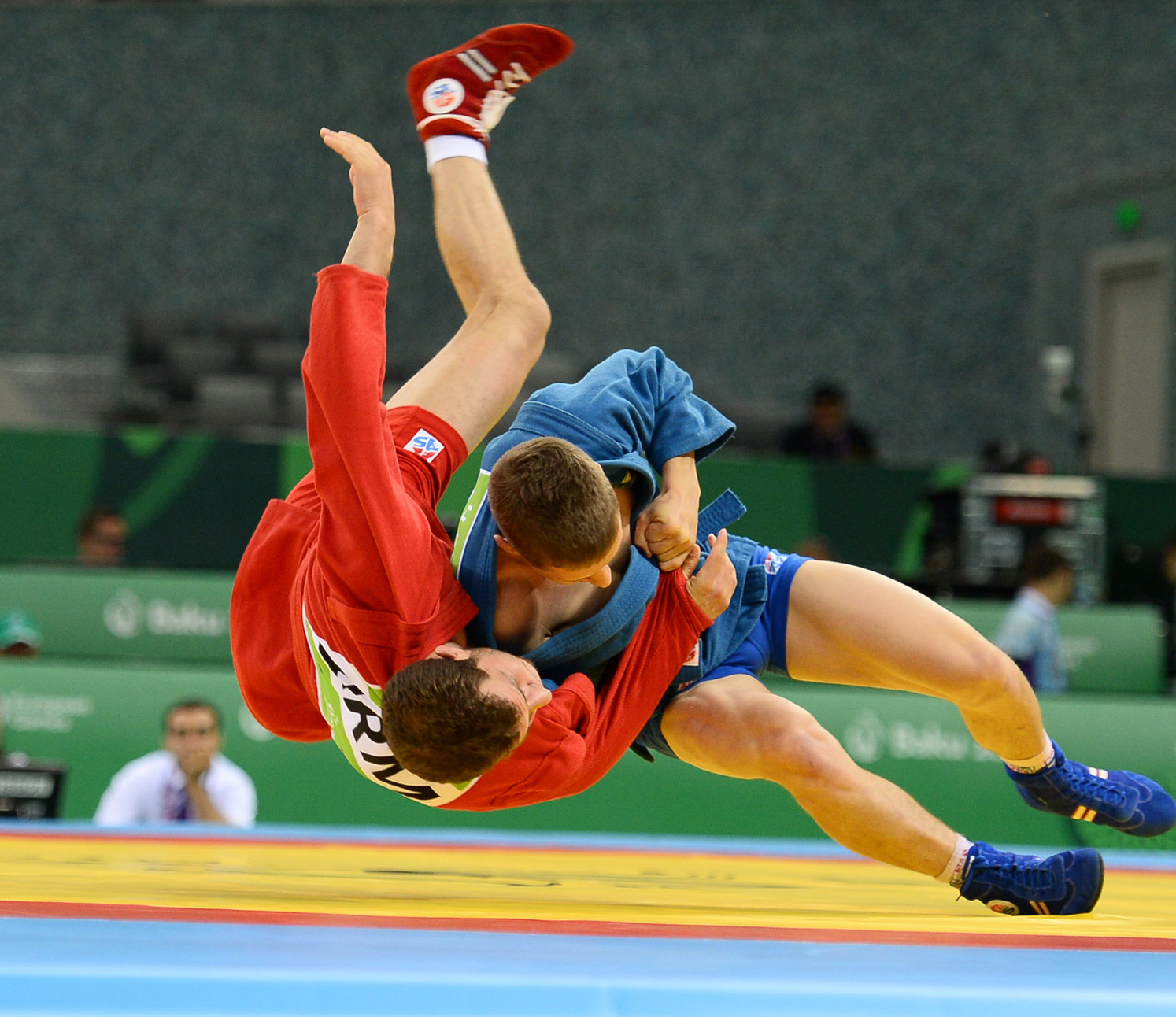
Zwei Sambo-Kämpfer bei den Europaspielen 2015.

Sambo (russisch самбо) ist eine russisch-sowjetische Kampfsportart. Sambo hat seine Wurzeln im japanischen Judo/Jiu-Jitsu sowie in den traditionellen Kampf- und Ringerkünsten Europas und des Gebietes der ehemaligen Sowjetunion.

## Geschichte
Sambo wurde ab 1923 von der sowjetischen Armee entwickelt, um deren Nahkampfausbildung zu verbessern. Entwicklungsziel war die Verschmelzung der effektivsten Techniken traditioneller Kampfkünste zu einem für die militärische Ausbildung geeigneten System.
Die Begründer des Sambo waren Wiktor Spiridonow, Wassili Oschtschepkow und Anatoli Charlampiew. Oschtschepkow wurde 1937 auf Befehl Stalins hingerichtet, nachdem man ihn beschuldigt hatte, ein japanischer Spion zu sein. Er hatte einen großen Teil seines Lebens in Japan verbracht, wo er direkt mit Kanō Jigorō, dem Begründer des Judo, trainierte.
Anatoli Charlampijew, ein Schüler Spiridonows, wird offiziell als Gründungsvater des Sambo als Sportart angesehen. Seinem Engagement war es zu verdanken, dass Sambo 1938 vom Sportkomitee der UdSSR als Wettkampfsport anerkannt wurde.
Der internationale Sambo-Verband trägt die Bezeichnung Fédération Internationale de Sambo (FIAS).
Der Deutsche Sambo Verband e. V. (DSV), die Dachorganisation der deutschen Sambovereine, ist offizielles Mitglied der FIAS.

## Begriff
Der Begriff Sambo setzt sich aus den russischen Worten Samosaschtschita bes oruschija zusammen (russisch Самозащита без оружия ‚Selbstverteidigung ohne Waffen‘).

## Wettkampfarten
Im Sambo gibt es zwei Wettkampfstile:
- Sport-(Borba-)Sambo ist ein Wettkampf mit ähnlichen Regeln wie im Judo oder olympischen Freistilringen. Erlaubt sind Würfe, Fixierung des Gegners am Boden und Hebel auf Arme und Beine. Würgegriffe sind im Gegensatz zum Judo verboten.

- Combat-(Bojewoje-)Sambo ähnelt weitestgehend modernen Mixed-Martial-Arts-Wettkämpfen. Die Wettkämpfer tragen Kopfschutz, Zahnschutz, Tiefschutz, Schienbeinschützer und leichte Handschuhe. Die Regeln lassen erheblich mehr Spielraum als jene des Sport-Sambo. Erlaubt sind neben Würfen, Fixierungen und Hebeln auch Schläge und Tritte sowie Würgegriffe.

Der Sieg kann in beiden Kategorien entweder durch Punktevorsprung nach Ablauf der Zeit errungen werden oder vorzeitig durch Aufgabe des Gegners (z. B. aufgrund einer Hebeltechnik, im Combat-Sambo auch KO), einen sauberen Wurf (ähnlich dem Ippon beim Judo), nach
dem der Werfer mit keinem anderen Körperteil als den Füßen den Boden berührt und der Geworfene mit dem Rücken auf dem Boden liegt, oder Überlegenheit (früher: zwölf Punkte Differenz zwischen den Kontrahenten; ab 2015: 8 Punkte).

## Uniform
Sambo-Kämpfer tragen bei Training und Wettkämpfen in der Regel eine spezielle Jacke (Kurtka) sowie einen Gürtel und kurze Hosen in den Farben Rot und Blau. Dazu kommen noch leichte, meist aus Leder gefertigte Ringerschuhe. Die Sambo-Uniform gibt in der Regel keinen Hinweis auf den Status des Trägers. Bei Wettkämpfen müssen alle Teilnehmer sowohl über eine rote als auch eine blaue Kombination verfügen, da (zur besseren Unterscheidung während des Kampfes) jeweils ein Wettkämpfer in Rot und der andere in Blau antritt.

## Deutsche Sambomeisterschaften
Die ersten Deutschen Sambomeisterschaften wurden im Jahre 2002 in Itzehoe im Südwesten Schleswig-Holsteins ausgetragen. Seitdem werden sie alljährlich in den Disziplinen Sport-Sambo und Combat-Sambo veranstaltet.